# جایزه بزرگ سان مارینو ۱۹۹۱
جایزه بزرگ سان مارینو ۱۹۹۱ (انگلیسی: ‎1991 San Marino Grand Prix‎) یک مسابقهٔ موتوری در رشتهٔ اتومبیل‌رانی فرمول یک بود که در تاریخ ۲۸ آوریل ۱۹۹۱ در پیست اتومبیل‌رانی انزو دینو فراری واقع در ایمولا، امیلیا-رومانیا، ایتالیا برگزار شد. این گراند پری در میان ۱۶ گراند پری در فصل ۱۹۹۱، مسابقهٔ شمارهٔ ۳ بود.
در این مسابقه که در ۶۱ دور و به مسافت ۳۰۷٫۴۴۰ کیلومتر (۱۹۱٫۰۳۴ مایل) برگزار شد، پول پوزیشن توسط آیرتون سنا کسب شد و سریع‌ترین زمان برای طی یک دور پیست که برابر با ۱:۲۶٫۵۳۱ بود نیز توسط گرهارد برگر به ثبت رسید.
آیرتون سنا از تیم مک‌لارن-هوندا، گرهارد برگر از تیم مک‌لارن-هوندا و جی‌جی لتو از تیم دالارا-جاد به‌ترتیب مقام‌های اول تا سوم مسابقه را کسب کردند.

## رده‌بندی قهرمانی پس از مسابقه
| جایگاه | راننده         | امتیاز |
| ------ | -------------- | ------ |
| ۱      | آیرتون سنا     | ۳۰     |
| ۲      | گرهارد برگر    | ۱۰     |
| ۳      | آلن پروست      | ۹      |
| ۴      | ریکاردو پاتریس | ۶      |
| ۵      | نلسون پیکه     | ۶      |
| منبع:  |                |        |

| جایگاه | سازنده       | امتیاز |
| ------ | ------------ | ------ |
| ۱      | مک‌لارن-هوندا | ۴۰     |
| ۲      | فراری        | ۱۰     |
| ۳      | ویلیامز-رنو  | ۶      |
| ۴      | بنتون-فورد   | ۶      |
| ۵      | تایرل-هوندا  | ۵      |
| منبع:  |              |        |

یادداشت
- تنها پنج جایگاه نخست از هر رده‌بندی نمایش داده شده‌است.